# باربارانو ویچنتینو
باربارانو ویچنتینو (به ایتالیایی: Barbarano Vicentino) یک کومونه در ایتالیا است که در استان ویچنزا واقع شده‌است.

## خصوصیات
باربارانو ویچنتینو ۱۹٫۶۰ کیلومترمربع مساحت و ۴٬۲۹۳ نفر جمعیت دارد و ۱۵۱ متر بالاتر از سطح دریا واقع شده‌است.